# Котіс VIII
Котіс VIII (д/н — 19) — володар Одрисько-сапейського царства в 12—19 роках. Низка дослідників рахує цього царя від першого сапейського царя — тому позначають як Котіса III.

## Життєпис
Походив з Сапейської династії. Син царя Реметалка I і Піфородиди I. 12 року після смерті батька за заповітом отримав південну та східну частини царства, що були більш розвинені. Стрийко Рескупорід III — північні області, де займалися переважно скотарством. Цей поділ затвердив імператор Октавіан Август. Невдовзі оженився на доньці Полемона I, царя Понту і Колхіди. Це збільшило багатства царя й водночас налагодило родинні зв'язки з малоазійською аристократією.
Згідно з Овідієм, він опікувався переважно розвитком літератури та мистецтва, надавав покровительство поетам й музикам. У внутрішніх справах продовжував політику батька. Залишався вірним Римській імперії. Водночас стикнувся з амбіціями стрийка, що бажав об'єднати царства. Цьому заважала підтримка імператора Августа.
У 14 році після смерті імператора, Рескупорід III активізував свої дії. Котіс VIII декілька разів перешкоджав спробам Рескупоріда III захопити свої володіння. Зрештою 19 року останній під час бенкету наказав вбити небожа, облаштувавши це як нещасний випадок (за іншими повідомленнями, Котіса VIII ув'язнено, де той начебто заподіяв собі смерть). 
Дружина Котіса VIII з дітьми втекла до родичів у м. Кізік. Невдовзі імператор Тиберій влаштував суд, на якому Рескупоріда III було визнано винним. Усе царство було передано синам Котіса VIII — Реметалку II і Котісу IX.

## Родина
Дружина — Антонія Тріфена.
Діти:
- Реметалк II, цар у 18—38 роках
- Гепепиріс, дружина Рескупоріда I, царя Боспору
- Котіс IX, цар Фракії в 19—38 роках і Малої Вірменії у 38—47 роках
- Піфодорида II, цариця у 38—46 роках